# Sirilorica
Genre
Espèces de rang inférieur
- † Sirilorica carlsbergi
- † Sirilorica pustulosa

Sirilorica est un genre éteint de petits loricifères du Cambrien. 

## Description
Ils ont la forme de vers, de 3 à 8 centimètres de long. Ces petits animaux sont caractérisés par la présence d'une lorica, un exosquelette ou « corset » composé de deux cylindres placés bout à bout et composés chacun de l'assemblage de 7 plaques dures silicifiées.

## Localisation
Les fossiles de Sirilorca ont été découverts dans le lagerstätte de Sirius Passet au Groenland.

## Liste desespèces
- Sirilorica carlsbergi Peel, 2010
- Sirilorica pustulosa Peel, 2010

### Publication originale
- (en) John S. Peel, 2010 : A Corset-Like Fossil from the Cambrian Sirius Passet Lagerstätte of North Greenland and Its Implications for Cycloneuralian Evolution. Journal of Paleontology, vol. 84, n. 2, p. 332-340 ().